# William Lipscomb
William Nunn Lipscomb, Jr. (n. 9 decembrie 1919, Cleveland, Ohio, SUA – d. 14 aprilie 2011, Cambridge, Massachusetts, SUA) a fost un chimist american, laureat al Premiului Nobel pentru chimie (1976).